# Kaštel v Mošovcích
Kaštel v Mošovcích postavený v druhé polovině 18. století šlechtickou rodinou Révaiovců v rokokově-klasicistním slohu, je jednou z nejzajímavějších a nejkrásnějších historických památek regionu Turiec. Dnes slouží jako hotel.

## Nový kaštel

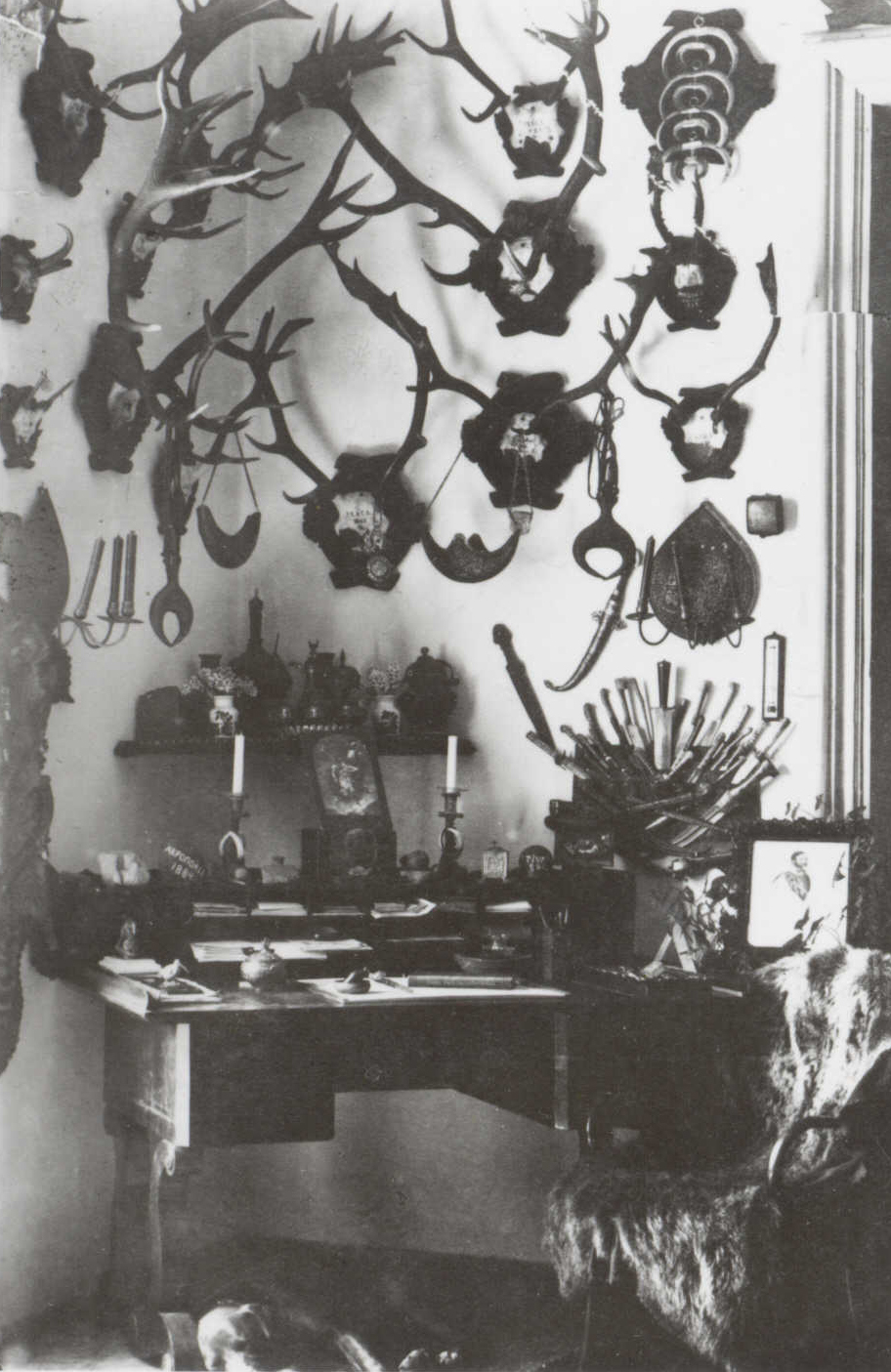
Interiér kaštěla

Budova kaštelu byla původně dvoupodlažní s obdélníkovým půdorysem. Stavba má blokový charakter a je situována na okraji rozsáhlého parku. Čelní fasádou tvoří okraj obdélníkového náměstí, kde má z architektonického hlediska nesporně dominantní postavení. Vzhledem k využití prostoru jsou vstupní části přízemí řešené poměrně ve velkolepém stylu. Na vstupní chodbu jsou napojeny ostatní prostory. Objekt je zčásti podsklepený. V sklepních prostorách se nachází 9 metrů hluboká studna. Široké dřevěné schodiště zajišťuje přístup na patro. Místnosti přízemí mají jednoduché klenby bez výraznějších ornamentů. Výjimku tvoří místnost takzvané "Písárny", kde se na stropě nachází plastický motiv korespondující s účelem prostoru: zapečetěná obálka a čtyři srdce. Většina místností v patře má rovné stropy. Reprezentativní charakter má sál se zachovanými rokokově-klasicistními kamny. V kaštelu najdeme původní dveře a na oknech přízemí rokokově-klasicistní kované mříže.
Po roce 1945 sloužil kaštel pro školní účely: Nejprve zde byl Státní dětský domov pro válečné sirotky, v hospodářské části mateřská škola, později zvláštní škola internátní, po ní zde začalo fungovat Zemědělské odborné učiliště. V první polovině 90. let 20. století objekt koupila od obce Slovenská filmová tvorba Bratislava, která ho po rekonstrukci využívala k rekreačním účelům.
V noci 14. února 1963 se od hořících sazí v jednom z komínů vznítila šindelová střecha kaštela, vyrobená z červeného smrku. I přes nasazení 14 hasičských sborů sahaly plameny do výšky 20 metrů a v celé obci bylo možné při jejich světle číst noviny. Při požáru, který způsobil škody za 160.000-Kčs celá střecha shořela, naštěstí se ji však později podařilo obnovit.

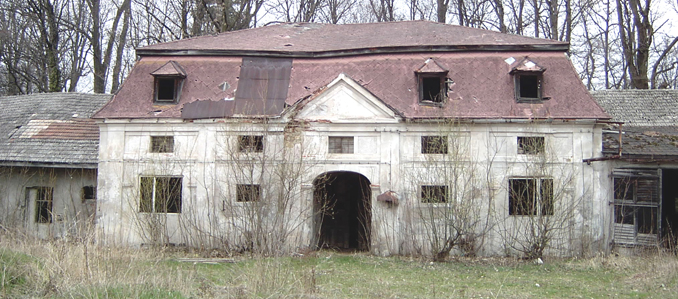
Hospodářský dvůr (stav v roce 2006)

Atraktivní interiéry této historické stavby využili v minulých letech několikrát filmaři. Naposledy se tu natáčela sága o Turčianských zemanech Alžbětin dvůr. Po opětovné rekonstrukci a adaptaci se kaštel koncem 90. let 20. století a na začátku 21. století využíval jako hotel.
V blízkosti kaštelu se nacházely hospodářské budovy z první poloviny 19. století, které byly umístěny na velké ploše dvora ve tvaru písmene U. Původně v nich byly uloženy kočáry, později auta barona Révaie. Po druhé světové válce se staly domovem pro zemědělské stroje místního družstva. V roce 2005 byly asanovány.

## Starý kaštel

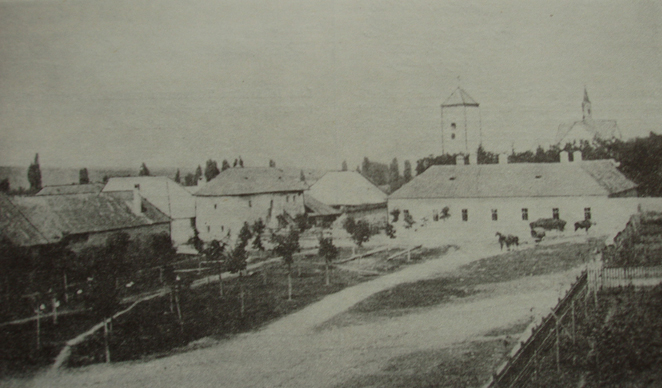
Starý kaštel v Mošovcích

Starý kaštel, který se nacházel v severním rohu rozsáhlého Mošovského náměstí, byl zbourán v roce 1952. Je pravděpodobné, že byl velmi starý, protože, když ho v roce 1760 zničil požár, baron Jozef Révai ho nedal opravit, ale rozhodl se postavit si nový kaštel. Když si Révaiovci postavili nový kaštel, dali údajně patro jejich starého sídla rozebrat, protože si prý služebníci nezasloužili bydlet v jejich panských komnatách.

## Stará zemanská kúria
Kromě Révaiovců bývala v Mošovcích i jiná šlechtická rodina – rodina zemanů Rakšánskovců. V 15. století už pravděpodobně na místě dnešního supermarketu stála jejich kúria. Na sklonku 19. století se v ní nacházela židovská škola. Posledními majiteli byli Révaiové, kteří již kúrii nepotřebovali, začátkem 20. století ji nechali zbourat a na jejím místě vyčlenili zeleninové zahrádky pro své služebnictvo.

## Kaštelský park

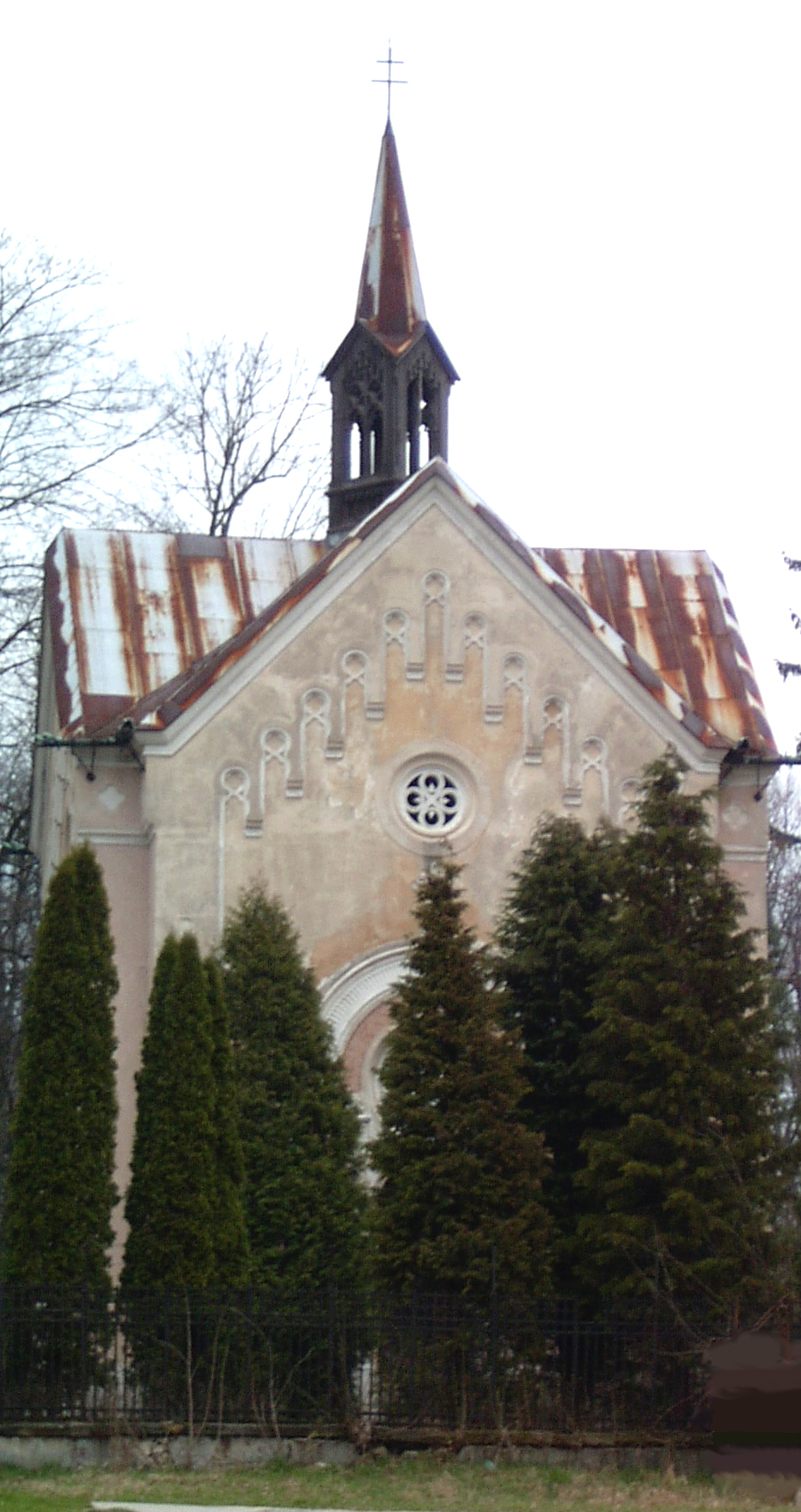
Neogotická kaple

Zvláštní pozornost si zasluhuje anglický park, který je od druhé poloviny 18. století neodmyslitelnou součástí Mošovců a patří mezi největší parky na středním Slovensku. Jeho součástí je i neogotická kaple, zahradní pavilon a dnes už neexistující secesní skleník.